# Wolfram Gieseke
Wolfram Gieseke (* 1971 in Erfurt) ist ein international tätiger Sachbuchautor zu IT-Themen. Seine Anfang der 1990er Jahre gestartete schriftstellerische Tätigkeit umfasst mit über 60 Werken das gesamte Spektrum von Einstiegsliteratur zu den Themen Betriebssysteme und Anwendungen bis hin zu Fachliteratur in den Bereichen Netzwerksicherheit und Programmierung. Er veröffentlichte lange Jahre beim Verlag Data Becker, inzwischen erscheinen seine Bücher hauptsächlich bei Markt+Technik Verlag und im O’Reilly Verlag. Seit 2015 veröffentlicht er außerdem ausgewählte Titel unter der Marke gEdition.de im Eigenverlag als E-Books und Book-on-Demand. Er lebt in der Nähe von Osnabrück.

## Werke
- Epressungs-Trojaner – Schutz und Erste Hilfe, gEdition.de, 2015
- Android Tablets optimal nutzen, Markt + Technik, 2016
- Der Windows 10 Pannenhelfer, gEdition.de, 2016
- Windows 10 – Das Kompendium, Markt + Technik, 2015
- Windows 10 – Datenschutzfibel, gEdition.de, 2015
- Windows 10 optimal nutzen, Markt + Technik, 2015
- Windows 10 – Das Praxisbuch, Markt + Technik, 2015
- Samsung Galaxy S6 – Das Praxishandbuch, gEdition.de, 2015
- Samsung Galaxy Tab – optimal nutzen, Markt + Technik, 2015
- Raspberry Pi – Schnelle Erfolge erzielen, Markt+Technik, 2014
- Samsung Galaxy S4 & S4 mini, Markt+Technik, 2014
- Android-Tablets optimal nutzen, Markt+Technik, 2014
- Das Buch zum Galaxy S5, O_Reilly, 2014
- Windows 8.1 – Das Praxisbuch, Markt+Technik, 2014
- Die besten Tipps zu Windows 8, Data Becker, 2013
- Das große Buch zu Windows 8, Data Becker, 2012
- Android-Tablet clever nutzen, Data Becker, 2012
- Alles Wichtige zur Windows 8 Consumer Preview, Data Becker, 2012
- Das große PC-Lexikon 2012, Data Becker, 2011
- Die besten Tipps zum Internet Explorer, Data Becker, Düsseldorf 2011, ISBN 978-3-8158-1773-5.
- Die Windows 7-Bibel, Data Becker, 2010
- Bessere Fotoshows mit MAGIX Fotos auf CD & DVD 4.5 (2005)
- Taschenatlas BIOS (2005)
- Windows XP Cheatz (2005)
- Hotline Windows XP (2004)
- Virenschutz mit Antivir Personal Edition, m. CD-ROM (2004)
- Sofort loslegen mit PC und Windows XP (2004)
- Das große PC Einsteigerbuch (2004)
- Das große Office 2003 Handbuch (2004)
- Windows XP Home (2004)
- Bessere Suchergebnisse mit Google (2004)
- BIOS updaten und optimieren (2004)
- Registry verstehen und optimieren (2004)
- Das große Buch Word 2003 (2003)
- Bios optimal einstellen (2003)
- Hacking Intern (2002)
- Windows XP – Fast Bytes: Visual Reference Guide in Full Color (2002)
- Linux. Der praktische Weg zu Linux mit der version SuSE 8.1 (2002)
- Das große Internet-Handbuch (2002)
- Powersurfen im Internet (2002)
- Der große Report Internet Geheimnisse (2002)
- Bios & Registry (2002)
- Internet Explorer 6 (2002)
- Internet Explorer 6 (2001)
- Anti-Hacker-Report (2001)
- Hot Stuff: Linux SuSE 7 (2001)
- Windows XP Home (2001)
- Internetprogrammierung – Schritt für Schritt (2001)
- Das große Internet Lexikon (2001)
- Internet Explorer 5.5 (2001)
- Windows 98 Second Edition (2001)
- Mein Web-Shop (2000)
- Web-Shop für Einsteiger (2000)
- Das Linux Deskbook (1999)
- Viren bekämpfen (1999)
- Internet Explorer 5 (1999)
- Das E- Mail Einmaleins (1998)
- Die besten Tools zum Web-Surfen (1998)
- Hände weg von meinem PC (1998)
- Internet Explorer 4 (1998)
- Machen Sie Ihren PC sicher (1998)
- Windows 98 einrichten (1998)
- Microsoft Windows Plus!98 (1998)
- Das E-Mail Praxisbuch (1997)
- Homepage- Design mit HTML und Java (1997)
- Das große Buch Internet (1996)
- Internet sofort (1996)